# 真夜中の虹 (映画)
『真夜中の虹』（まよなかのにじ、原題：Ariel）は、1988年公開のフィンランド映画。監督はアキ・カウリスマキで、『パラダイスの夕暮れ』に続く“労働者3部作”の第2作。

## あらすじ
北国の炭鉱が閉山し失業したカスリネン。「南へ行け」と父からキャデラックのコンバーチブルを譲り受けた。父は拳銃自殺した。旅の途中二人組の強盗から有り金を全部奪われてしまう。たどりついた港で日雇い労働者として働き出す。
駐車監視員（イルメリ）から違反を見逃してもらったかわりに食事をご馳走した。その夜彼女の家でベッドを共にした。翌朝寝ていると息子のリキに起こされ「仕事にいかないの？」とたずねられる。シングルマザーのイルメリはいくつかのバイトを掛け持ちしていた。カスリネンは街に出て仕事をさがすがなかなかみつからない。
安く泊まれる「教会宿泊所」を追い出され、やむを得ず父の車を売った。駅でシケモクを拾って火をつけようとしていたら強盗の一人をみつける。追い詰めたらナイフを出してきた。それを奪って床に押さえつけたところで警察が来た。強盗殺人未遂、凶器所持、公務執行妨害でカスリネンに1年11か月の懲役刑が下った。駅には監視カメラがあったのに。
イルメリと息子が刑務所に面会に来る。出所したら結婚しようと約束する。イルメリのことで侮辱してきた看守を殴り懲罰房に入れられる。イルメリとリキから差し入れが届く。差し入れの中には金鋸が入っていた。それを使い、同室者のミッコネンとともに脱獄に成功する。売った車をとりもどし、イルメリを迎えにいって結婚式をあげる。
カスリネン、ミッコネンは闇の業者に国外逃亡のための偽造パスポートを依頼する。業者から銃と車を借り、銀行強盗をして資金を調達する。ミッコネンが金のことで業者とトラブルになり刺される。それをみたカスリネンは二人の業者を撃つ。ミッコネンを埋葬したあと、カスリネン、イルメリ、リキの3人は貨物船アリエル号でメキシコをめざす。

## キャスト
- カスリネン - トゥロ・パヤラ
- イルメリ - スサンナ・ハーヴィスト
- ミッコネン - マッティ・ペロンパー
- リキ - エートゥ・ヒルカモ
- カー・ディーラー - エスコ・ニッカリ